# E57

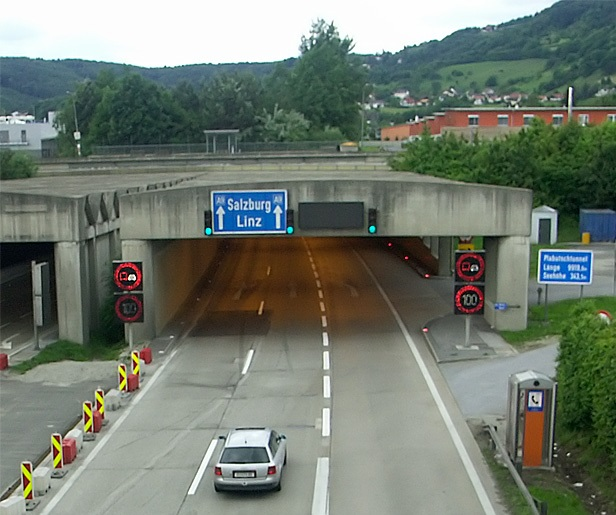
Plabutschtunneln.

E57 eller Europaväg 57 är en 380 km lång europaväg som börjar i Sattledt i Österrike och slutar i Ljubljana i Slovenien.

## Sträckning
Sattledt - Liezen - Sankt Michael in Obersteiermark - Graz - (gräns Österrike-Slovenien) - Maribor - Ljubljana

## Standard
E57 är motorväg hela vägen. Följande motorvägar följs:
- A9 (motorväg, Österrike)
- A1 (motorväg, Slovenien)

Den österrikiska delen har åtskilliga tunnlar, några på flera km längd. Den längsta är Plabutschtunneln som är 10 km lång.

## Anslutningar
| - E56 - E55 - E60 - E651 |  | - E66 - E59 gemensam sträcka - E61 - E70 |